# Rainer Maria Rilke
Rainer Maria Rilke (døbt René Karl Wilhelm Johann Josef Maria Rilke) (født 4. december 1875 i Prag i Østrig-Ungarn, død 29. december 1926 i Sanatorium Valmont ved Montreux, Schweiz) var en en af de betydeligste digtere i moderne tysksproget litteratur. Hans forfatterskab udfolder sig på tysk, fransk og russisk og er inspireret af en omflakkende tilværelse med lange rejser og skiftende statsborgerskaber, ligesom hans digte fra start til slut præges af stærke kontraster i stil og tematik.
Rilke studerede på universiteterne i Prag og München og debuterede allerede i 1894 med Leben und Lieder, en række naive kærlighedsdigte, som står i skarp kontrast til det senere forfatterskab. Rilkes tidlige værker Das Buch der Bilder I-II (1902-1906) og Stundenbuch (1905) udtrykker en stærk bevidsthed om genstandes visuelle plasticitet. Denne bevidsthed undfanges og næres under et årelangt ophold i Paris hos billedhuggeren Auguste Rodin og kulminerer i digtsamlingerne Neue Gedichte I-II (1907-1908), hvis skarpsindige og elegante betragtninger over objekters væren i verden tegner et højdepunkt i Rilkes tidlige forfatterskab.
Opholdet i Paris resulterer også i Rilkes eneste længere prosaværk Die Aufzeichnungen des Malte Laurids Brigge fra 1910. Optegnelserne, der henter en del inspiration fra J.P. Jacobsen, er i nogen grad selvbiografiske og består af erindringer og dagbogsnotater, hvori den fiktive hovedperson, digteren Malte Laurids Brigge, reflekterer over sin egen moderne angst og rodløshed, samt over sit digteriske kald. Refleksionerne i de fragmenterede optegnelser er en begyndende overgang fra Rilkes tidlige forfatterskab med dets koncise og elegant beskrivende digte til de dunkle, metapoetiske overvejelser, der udgør omdrejningspunktet for det sene forfatterskabs grandiose digte. Malte Laurids Brigges optegnelser blev først oversat til dansk af Inga Junghanns, udgivet i 1927. Rilke og Junghanns førte en lang korrespondance, der blev udgivet på Insel Verlag i 1959. Optegnelserne blev genoversat af Karsten Sand Iversen i 2005.
Efter Optegnelserne følger en af de årelange perioder med digterisk stilstand. Den afløses af kortere perioder med manisk produktivitet i den sidste del af forfatterskabet. I 1912 begynder Rilke på Duino-slottet i Italien det svært tilgængelige lyriske storværk Duineser Elegien, men skrinlægger arbejdet ved 1. verdenskrigs indtræden.
Først i 1921 genoptager han sin digteriske produktion og fuldfører i løbet af få måneder Duineser Elegien (1912-1922). Inden for samme periode og i løbet af ganske få uger frembringer Rilke endnu et lyrisk storværk, Sonette an Orfeus (1922). De to værker er digteriske mesterstykker, der kredser om digterens kald som en overvindelse af splittelsen mellem individ og verden; gennem den digteriske tolkning af tingenes væsen forvandles de ydre fænomener til indre eksistens, og den tabte sammenhæng genetableres. Dette sene værks metapoetiske og filosofiske overvejelser henter inspiration i den sene, tyske romantiks ideer om poesiens mulige genskabelse af en tabt enhed med verden og fører den over i en moderne tankegang ved at fokusere på enheden som noget internaliseret menneskeligt frem for en egentlig panteistisk forbindelse.
For det er, som om alle ting
holder os hemmelig. Træerne ER, og husene
som vi bor i, består stadig. Vi kun
drager forbi det hele som en vekslende trækvind.
Og alt enes om at fortie os, halvt som
skræmsel, måske, og halvt som uudsigeligt håb.
Rilke døde af leukæmi på et sanatorium i Schweiz og blev begravet på kirkegården i Visp i Valais, Schweiz.